# ワールド工芸
ワールド工芸（ワールドこうげい）は、かつて埼玉県さいたま市にあった、鉄道模型を製造・販売していた企業である。

## 概要
本業は機械設計であったが1977年フイゴ式発煙装置を発売。次第に鉄道模型の仕事がふえ1992年東大宮に移転したのを機会に鉄道模型に専念することとなった。
製品の規格は、Nゲージ・16番ゲージなどが主流である。主な製品の材質は金属製。金属製キット、プラ製キット、塗装済完成品などがあった。
製品化する形式は、電気機関車や蒸気機関車、貨車などが多数を占めるが、過去には小田急3000形SSEなど、私鉄電車も手がけたことがある。1988年初期の製品EF50、ED16、キワ90等の動力伝達にはベルトドライブを使用していた。
エッチングやロストワックスを多用した金属製の製品はプラスチックによる他社の量産製品とは一線を画し、愛好家の間では高い評価を得ている。ただ、細部にこだわるあまり、動力関係が不十分な物もある。
また、他社が模型化しない形式も積極的に模型化している。
近年では、新しい試みとして廉価かつ簡単に組み立てられるプラスチック製キットの発売も行っていた。
また、ナローゲージやOJのC62のディスプレイモデルも生産していた。